# Culicoides saundersi
Culicoides saundersi är en tvåvingeart som beskrevs av Wirth och Blanton 1969. Culicoides saundersi ingår i släktet Culicoides och familjen svidknott. Inga underarter finns listade i Catalogue of Life.